# The Moody Blues

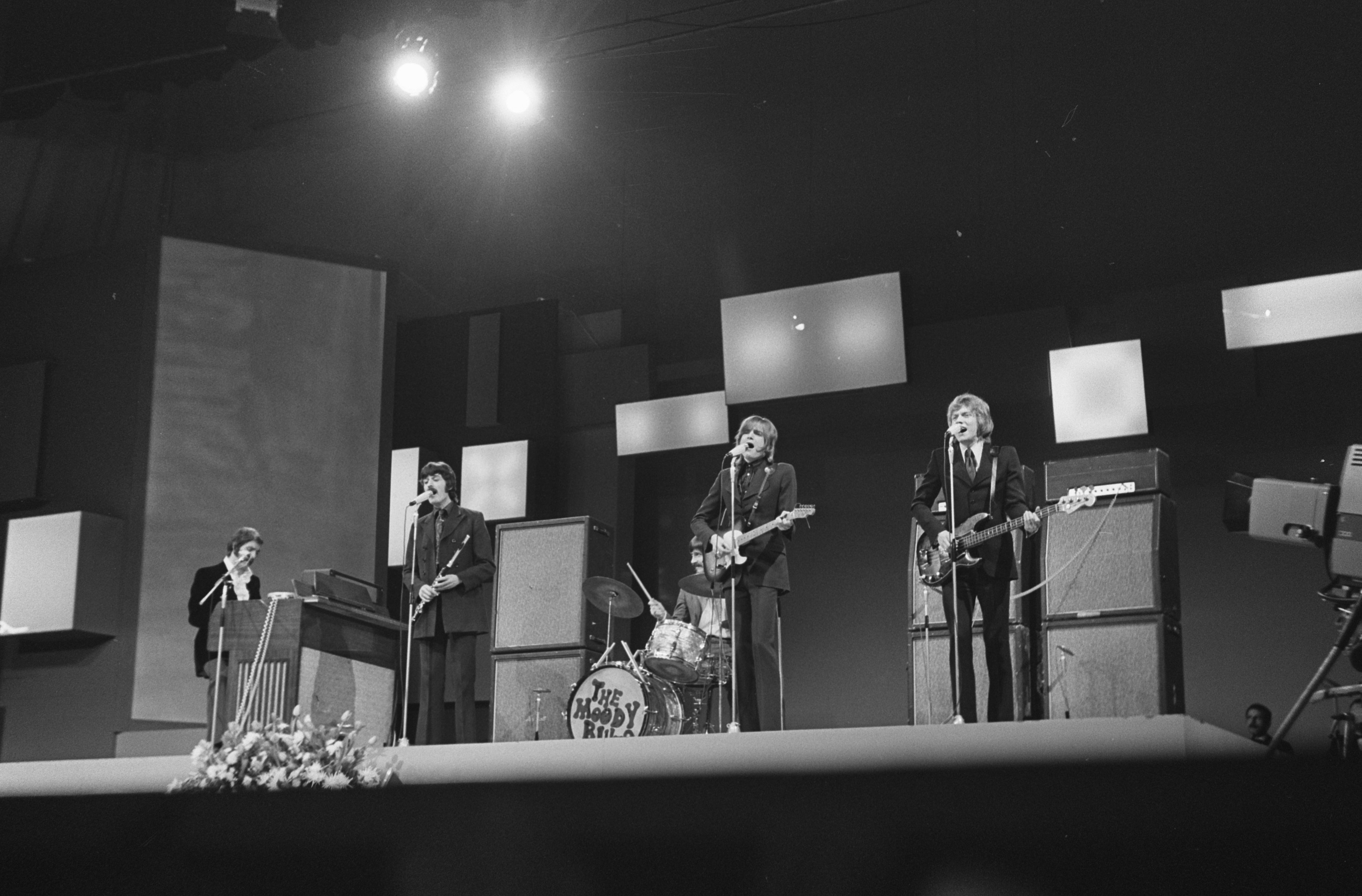
The Moody Blues (1969)

The Moody Blues — британський рок-гурт, утворений в Бірмінгемі в 1964 році, стала одним із засновників прогресивного року, одна з найстаріших діючих рок-груп у світі.
В «класичний» склад Moody Blues (1967—1977 роки) входили Майк Піндер (англ. Mike Pinder, клавішні, вокал), Рей Томас (англ. Ray Thomas, вокал, флейта), Грем Едж (англ. Graeme Edge, перкусія), Джон Лодж (англ. John Lodge, бас, вокал) і Джастін Гейворд (англ. Justin Hayward, гітара, вокал).
Зараз The Moody Blues функціонує як тріо: Хейворд-Лодж-Едж. Останній студійний альбом групи December вийшов в 2003 році. Музиканти як і раніше багато концертують і збирають повні зали. У числі найвідоміших пісень Moody Blues — «Nights in White Satin», «Legend of a Mind», «Dear Diary», «Lovely to See You», «Question», «For My Lady», «Steppin' in the Slide Zone», «Your Wildest Dreams», «I Know You Out There Somewhere» та ін.

## Історія
Історію групи можна умовно розбити на декілька етапів.

### 1964—1966
Перший етап — з 1964 по 1966/1967 рр., коли група грала жорсткий ритм-енд-блюз. До складу групи тоді входили: Денні Лейн (справжнє ім'я — Браян Хайнс, вокал, гітара, гармоніка; пізніше прославився участю в створенні знаменитого альбому" Band on the Run Пола Маккартні і групи Wings), Майкл Піндер (клавішні), Рей Томас (вокал, флейта, гармоніка), Клінт Ворік (бас-гітара) і Грем Едж (ударні). У цей період група багато виступала в лондонських клубах, домоглася свого першого успіху після участі в британському телешоу «Ready Steady Go!», завдяки чому змогла укласти вигідний контракт з фірмою «Decca».
Через деякий час вийшов сингл з кавер-версією пісні «Go Now» американської соул-співачки Бессі Бенкс, який посів перше місце в британському хіт-параді і потрапив в американський ТОР-10. Потім виходить дебютний альбом The Magnificent Moodies, який об'єднав ритм-енд-блюз і «білий блюз», захоплено зустрінутий критикою і слухачами. Крім уже згадуваної кавер-версії «Go Now», на альбомі, крім пісень власного твору, були представлені кавери пісень «i'll Go Crazy» Джеймса Брауна і «Bye Bye Bird» Вільямсона і Діксона. Так у корифеїв The Animals і The Rolling Stones з'явився гідний наступник і конкурент.

### 1967—1974
Другий, найзначніший етап в історії групи почався з відходу в 1966 році Лейна і Воріка і приходу на їх місце Джастіна Гейворда (гітара, вокал) і Джона Лоджа (бас-гітара, вокал). Так був сформований «класичний» склад The Moody Blues: Джастін Гейворд, Джон Лодж, Майк Піндер, Рей Томас, Грем Едж. Продюсером групи на довгі роки став Тоні Кларк. Після цього почався перехід групи на «Deram», дочірню фірму лейблу «Decca».
У листопаді 1967 року група в новому складі випустила сингл «Nights in White Satin». Наприкінці 1967 року пісня посіла 19-е місце в британських чартах, а в 1972 році, будучи перевиданою в оригінальній, оркестрованій версії, піднялася до 2-го місця в Billboard Hot 100 і 9-го — у Британії. Слідом за цим у грудні 1967 року гурт випустив альбом Days of Future Passed, який відразу ж приніс групі популярність і піднявся до #27 в UK Albums Chart у 1967 і до #3 в Billboard 200 в 1972 році. Музика цього альбому кардинально відрізнялася від тієї, що була у дебютній роботі. Тепер група виконувала психоделічний рок з елементами прогресивного року. Деякі критики називають Days of Future Passed одним з перших альбомів прогресивного року. У той же час музиканти почали захоплюватися культурою хіпі, трансцендентальною медитацією і галюциногенами, що знайшло відбиття у наступних альбомах групи.
Наступний альбом In Search of the Lost Chord вийшов в липні 1968 року і зайняв досить високі позиції в чартах: у Великій Британії увійшов у п'ятірку найкращих альбомів, а в Німеччині і США — в тридцятку. За підсумками продажів платівка отримала золотий статус у США, і платиновий в Канаді. На цьому записі сформувалося фірмове звучання групи, побудоване навколо меллотрона. Альбом написаний під впливом східної музики, зокрема, музики Хіндустані. Тематика пісень альбому зачіпає такі теми, як духовний розвиток людини, його прагнення до пошуків і відкриттів. З цього часу за групою і почала закріплюватися слава першовідкривачів прогресів-року, хоча в цей же час музиканти активно і вдало експериментують з психоделікою і артроком, намагаючись донести їх складну музичну структуру простого слухача.
Наступного, 1969 року група випустила відразу два альбоми: On the Threshold of a Dream і To Our Children's children's Children, які в музичному відношенні продовжили «психоделічну» лінію попереднього і отримали позитивні відгуки критики. On the Threshold of a Dream — один з найуспішніших альбомів за весь час існування групи, він досяг позиції #1 у Великій Британії і увійшов в Top-20 в США, отримав безліч позитивних відгуків і був включений у списки найкращих альбомів прогресивного року. У тому ж році група створила свій власний лейбл, названий Threshold Records в честь нового альбому, на ньому були видані декілька наступних альбомів.
У 1970 році The Moody Blues виступили на фестивалі «Isle of Wight», що зібрав понад 700 000 глядачів. Альбом A Question of Balance, що вийшов в тому ж році, і, на якому група спробувала дещо змінити своє звучання, відійшовши від «психоделіки» в бік більш жорсткого року, також виявився комерційно успішним. Два наступних роки виявилися дуже вдалими — вийшли два нових альбоми: Every Good Boy Deserves Favour (1971 рік, позиції #1 і #2 в чартах Великої Британії та США відповідно) і Seventh Sojourn (1972 рік, позиції #5 і #1 в чартах Великої Британії та США відповідно). Запис останнього альбом далася досить важко, і учасники групи відчували себе змученими. Тому навесні 1974 року, після завершення великого світового турне, яке завершилося в Азії, група вирішила зробити перерву, що тривала до 1977 року. У цей період було видано кілька альбомів-збірників і зроблених раніше концертних записів, деякі учасники займалися сольною діяльністю (так, наприклад, в 1975 році Гейворд і Лодж випустили досить успішний альбом Blue Jays).

### Після 1977
Група знову зібралася в 1977 році, і влітку наступного року випустила свій дев'ятий студійний альбом Octave, який музичний критик Брюс Едер схарактеризував як «досить проблематичний». Цей альбом став останнім, в записі якого брав участь клавішник Майк Піндер. З сімейних причин він покинув групу, йому на зміну прийшов Патрік Мораз із Yes, з яким були записані декілька наступних альбомів.
Протягом двох десятиліть (1980-ті та 1990-ті роки) The Moody Blues записали шість студійних альбомів, склад групи при цьому залишався майже незмінним, його кістяк складали чотири учасника «класичного» періоду: Джастін Гейворд, Джон Лодж, Рей Томас, Грем Едж. Найуспішнішою з робіт цього періоду виявився альбом The Other Side of Life, що містить один з нових хітів групи — композицію «Your Wildest Dreams», яка (як і «Nights in White Satin» в 1972 році) потрапила в список Top-10 в США. Останнім альбомом ХХ століття (і передостаннім альбомом групи в даний час) є Strange Times, вийшов у серпні 1999 року.
У новому тисячолітті The Moody Blues скоротили свій графік гастролей. Наприкінці 2002 року групу покинув Рей Томас, і група перетворилася на тріо. Восени 2003 року група випустила свій останній студійний альбом December. December став першим альбомом групи (не рахуючи The Magnificent Moodies), що містить кавер-версії пісень інших авторів. Всього таких кавер-версій чотири, включаючи «White Christmas» Ірвінга Берліна і «Happy Xmas (War Is Over)» Джона Леннона і Йоко Оно.
У 2018 році група включена до Зали слави рок-н-ролу.

## Склад
Поточний склад
- Грем Едж — ударні (1964 — теперішній час)
- Джастін Гейворд — вокал, гітара (1966—даний)
- Джон Лодж — бас-гітара, вокал (1966—даний)

Колишні учасники
- Рей Томас — флейта, перкусія, губна гармоніка, вокал (1964—2002; помер у 2018 році)
- Майк Піндер — клавішні, вокал (1964—1978)
- Денні Лейн — гітара, вокал (1964—1966)
- Клінт Уорік — бас-гітара, вокал (1964—1966; помер в 2002 році)
- Родні Кларк — бас-гітара, вокал (1966)
- Патрік Мораз — клавішні (1978—1990)

Часова шкала

## Дискографія
Студійні альбоми
- The Magnificent Moodies (1965)
- Days of Future Passed (1967)
- In Search of the Lost Chord (1968)
- On the Threshold of a Dream (1969)
- To Our Children s children's Children (1969)
- A Question of Balance (1970)
- Every Good Boy Deserves Favour (1971)
- Seventh Sojourn (1972)
- Octave  (1978)
- Long Distance Voyager (1981)
- The Present (1983)
- The Other Side of Life (1986)
- Sur la Mer (1988)
- Keys of the Kingdom (1991)
- Strange Times (1999)
- December (2003)

Концертні альбоми та збірки
- This Is The Moody Blues (2 LP, збірник) (1974)
- Caught Live + 5 (1977)
- Prelude (збірник) (1987)
- Live at Montreux (1991)
- A Night at Red Rocks (1992) Live at Colorado
- Hall of Fame. Live at the Royal Albert Hall (2000)
- Lovely to See You Again (концерт 2CD) (2005)